# Corneliu Ion
Corneliu Ion (Focșani, 27 de junho de 1951) é um atirador esportivo romeno. Ele foi campeão olímpico na categoria de tiro rápido 25 metros masculino nos Jogos Olímpicos de Verão de 1980 em Moscou. Em 1984, ele serviu como porta-bandeira da Romênia na cerimônia de abertura do evento.
Ion se formou na Academia de Estudos Econômicos de Bucareste e na Escola Internacional de Treinadores de Tiro em Wiesbaden em 1989. Ele começou a atirar em 1969 no CSA Steaua București e mais tarde trabalhou como treinador por 12 anos, tornando-se chefe da seção de tiro em 1989.